# Kék
Kék là một thị trấn thuộc hạt Szabolcs-Szatmár-Bereg, Hungary. Thị trấn này có diện tích 22,05 km², dân số năm 2010 là 1932 người, mật độ 88 người/km².